# 서울시청 여자 핸드볼단
서울 시청 WHC(Seoul Metropolitan Government Women's Handball Club)는 대한민국 서울특별시에 있는 핸드볼 선수단이다. 서울특별시체육회가 운영하는 여자 세미프로 핸드볼단이며, 2008년에 창단되었다.

## 참고 문헌
- “스포츠지원포털 등록 현황”. 대한체육회.